# キャスターボード

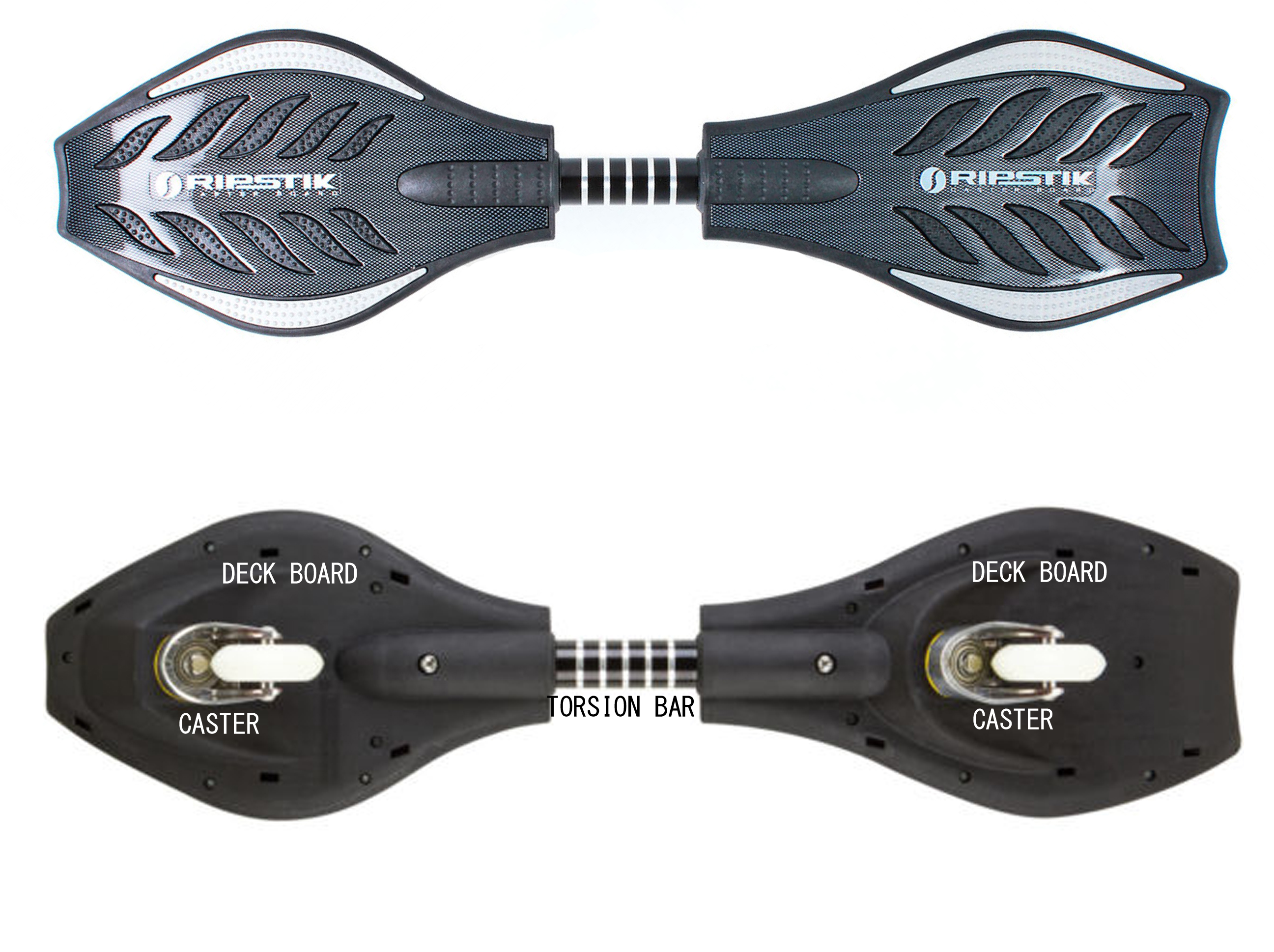
RAZOR製 キャスターボード(RIPSTIK DLX)

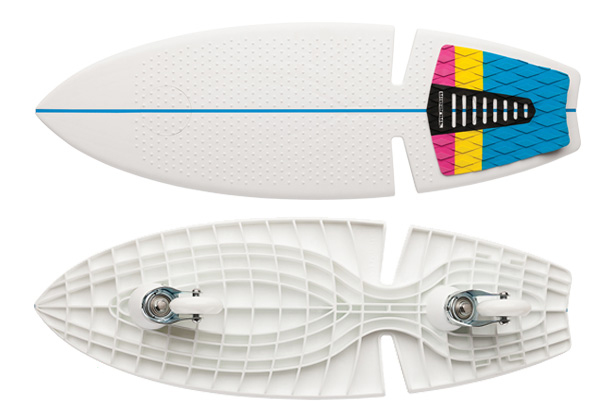
RAZOR製 キャスターボード(RIPSURF)

キャスターボード（Caster Board）とは、前後に自在車輪機構（キャスター）を一つずつ備えた、二輪構成のスケートボードの亜種。前後の板にトーションバー機構を連結した製品、また樹脂性ボードで一体成型された製品がある。

## 概要
2000年代に韓国で考案されたEssBoard（エスボード）が製品化されたキャスターボードの始まりとされている。同じ2ウィール、2キャスター機構の製品は他にも様々なメーカーが製品化しており、台湾のJD Corporation傘下のキックスクーターブランドであるJD Bug社のJ-Board（ジェイボード）シリーズ、Razor USA社のRipStik（リップスティック）、RipSurf（リップサーフ）が販売されている。米国での特許はEssBoardを展開するSlovieが取得しているが、日本での特許はJ-Boardを展開するアトラスオート（JDジャパン）が取得している。なお日本ではRipStik、RipSurfを始めRazor USA社製品の正規輸入業者であるRANGS JAPAN（ラングスジャパン）は、Razor USA社と同じ「キャスターボード」として同シリーズを販売をしている。

## 構造
【トーションバー タイプ】
足を置くデッキが前後に分かれており、各デッキの底面にはインラインスケート用のウィールを備えたキャスターが後方に傾けて取り付けられている。前後のデッキはトーションバーで連結されており、トーションバーを軸にしてデッキをひねる事ができる。
【ワンボードタイプ】
樹脂製の一体成型されたボードで足を置くデッキが前後に分離されていない。トーションバー機構部品が備わっていないため、トーションバーの役割を成型形状で造られている。ウィールについてはボード前後の底面にインラインスケート用のウィールを備え、キャスターもトーションバータイプと同じく、後方に傾けて取り付けられている。
【キャスター機構・トーション機構による走行】
キャスター機構、トーション機構により、足を地面と平行にしたまま前後車輪を左右に振るだけで「チクタク」と同様の前進ができ、左右の足を別個に傾ける事で前輪と後輪を独立して操舵する事ができる。その一方で、通常のスケートボードの様に片足で地面を蹴って進む事（プッシュ）は難しい。また特殊な機種を除いて、後退（フェイキー）走行も不可能となっている。